# JAIMA Show
JAIMA Show (jap. 分析展, bunseki-ten, dt. „Analyseausstellung“) ist die jährliche Hausmesse der Japan Analytical Instruments Manufacturers’ Association (社団法人日本分析機器工業会, shadan hōjin Nihon bunseki-kiki-kōgyō-kai) mit dem Schwerpunkt auf analytischen Instrumenten und Technologien. Sponsoren sind u. a. die japanischen Ministerien für Wirtschaft, Handel und Industrie, Bildung, Kultur, Sport, Wissenschaft und Technologie, Umwelt, die japanische Außenhandelsorganisation, verschiedene Botschaften und wissenschaftliche Gesellschaften.
Die erste Jaima Show fand 1962 in den alten Messehallen des Ōtemachi-Industriegeländes statt und erfreut sich seitdem stetig steigender Besucherzahlen. Höchststand war 2008 mit 329 Ausstellern und knapp 23000 Besuchern, darunter auch viele ausländische Teilnehmer.